# À découvert (série télévisée)
Pour les articles homonymes, voir À découvert.
Production
Diffusion
À découvert (No te puedes esconder - litt. Vous ne pouvez pas vous cacher) est une série télévisée mexicaine créée par Marcos Santana, produite par Isla Audiovisual pour Telemundo, diffusée entre le 30 septembre 2019 et le 11 octobre 2019 sur Telemundo.
La série est filmée en Espagne et se compose de 10 épisodes. Elle met en vedette Blanca Soto et Eduardo Noriega.
Distribuée dans le monde entier par la plateforme Netflix, elle est aussi disponible sur cette même plateforme depuis le 24 janvier 2020.

## Distribution

### Acteurs principaux
- Blanca Soto : Mónica
- Eduardo Noriega : Daniel
- Iván Sánchez : Álex
- Maribel Verdú : Inspecteur Urrutia
- Samantha Siqueiros : Natalia
- Peter Vives : Alberto Torres
- Patricia Guirado : Eli
- Jorge Bosch : Velasco
- Pere Ponce : El Comisario
- Juan Caballero : Humberto
- Jordi Planas : Gabriel

### Acteurs secondaires
- Plutarco Haza : Sánchez
- Adrián Ladrón : Hugo
- Gabriel Porras : De la Cruz
- Julio Casados : Andrés
- Giuseppe Gamba : Diego
- Bárbara Goenaga : Ana
- Eduardo Trucco : Pete

## Production
La série a été annoncée en mai 2019 au cours de la Upfront de Telemundo pour la saison 2019-2020. Le tournage de la série a duré 12 semaines, avec 58 jours ouvrables, la production avait un budget dans la région de Madrid de 5 millions d'euros pour l'embauche de 75 personnes dans l'équipe artistique, 103 techniciens et plusieurs sociétés de services dans la ville. Parmi les lieux de la ville de Madrid, on retrouve la Plaza de Callao, la Gran Vía, la Plaza de Santo Domingo, la Plaza de Oriente et la Puente de Segovia. La série est produite par Telemundo Internacional Studios et Isla Audiovisual pour Telemundo et Netflix. Elle est dirigée par Alejandro Bazzano, Álex de Pablo chargé de la photographie et Carlos Bodelón en tant que directeur créatif. 